# Autignac
Autignac [ɔ.ti.ɲak] (en occitan Autinhac [aw.ti.'ɲak]) est une commune française située dans le centre du département de l'Hérault, en région Occitanie.
Exposée à un climat méditerranéen, elle est drainée par le Taurou, le Tauroussel, le ruisseau de Valignères et par divers autres petits cours d'eau.
Autignac est une commune rurale qui compte 962 habitants en 2022. Elle fait partie de l'aire d'attraction de Béziers. Ses habitants sont appelés les Autignacois et Autignacoises.

## Géographie

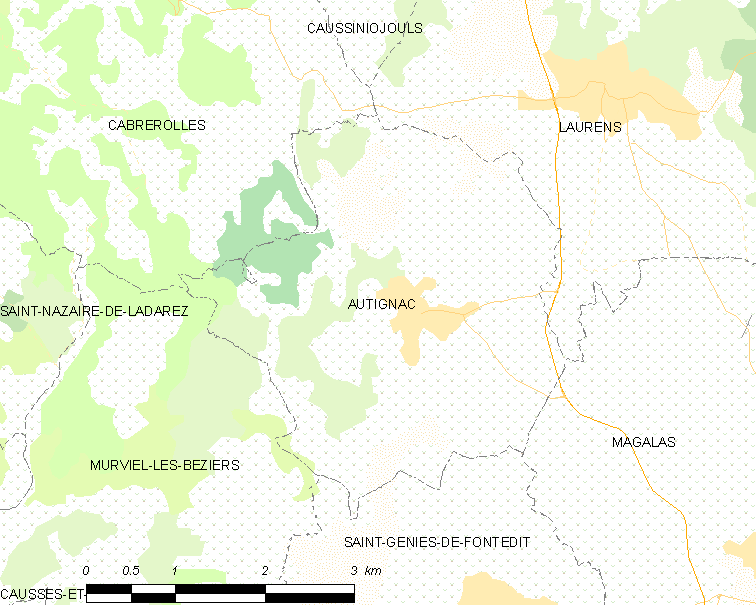
Carte

### Communes limitrophes
| Cabrerolles         | Cabrerolles              | Laurens |
|                     | Autignac                 |         |
| Murviel-lès-Béziers | Saint-Geniès-de-Fontedit | Magalas |

### Climat
Pour des articles plus généraux, voir Climat de l'Occitanie et Climat de l'Hérault.
En 2010, le climat de la commune est de type climat méditerranéen franc, selon une étude s'appuyant sur une série de données couvrant la période 1971-2000. En 2020, Météo-France publie une typologie des climats de la France métropolitaine dans laquelle la commune est exposée à un climat méditerranéen et est dans la région climatique Provence, Languedoc-Roussillon, caractérisée par une pluviométrie faible en été, un très bon ensoleillement (2 600 h/an), un été chaud (21,5 °C), un air très sec en été, sec en toutes saisons, des vents forts (fréquence de 40 à 50 % de vents > 5 m/s) et peu de brouillards.
Pour la période 1971-2000, la température annuelle moyenne est de 14 °C, avec une amplitude thermique annuelle de 16 °C. Le cumul annuel moyen de précipitations est de 723 mm, avec 6,2 jours de précipitations en janvier et 2,8 jours en juillet. Pour la période 1991-2020, la température moyenne annuelle observée sur la station météorologique la plus proche, située sur la commune de Murviel-lès-Béziers à 7 km à vol d'oiseau, est de 15,1 °C et le cumul annuel moyen de précipitations est de 663,2 mm,. Pour l'avenir, les paramètres climatiques de la commune estimés pour 2050 selon différents scénarios d'émission de gaz à effet de serre sont consultables sur un site dédié publié par Météo-France en novembre 2022.

### Milieux naturels et biodiversité
Aucun espace naturel présentant un intérêt patrimonial n'est recensé sur la commune dans l'inventaire national du patrimoine naturel,,.

## Urbanisme

### Typologie
Au 1er janvier 2024, Autignac est catégorisée bourg rural, selon la nouvelle grille communale de densité à sept niveaux définie par l'Insee en 2022.
Elle est située hors unité urbaine. Par ailleurs la commune fait partie de l'aire d'attraction de Béziers, dont elle est une commune de la couronne,. Cette aire, qui regroupe 53 communes, est catégorisée dans les aires de 50 000 à moins de 200 000 habitants,.

### Occupation des sols
L'occupation des sols de la commune, telle qu'elle ressort de la base de données européenne d’occupation biophysique des sols Corine Land Cover (CLC), est marquée par l'importance des territoires agricoles (75,5 % en 2018), une proportion identique à celle de 1990 (75,5 %). La répartition détaillée en 2018 est la suivante : 
cultures permanentes (65,9 %), milieux à végétation arbustive et/ou herbacée (13,9 %), zones agricoles hétérogènes (9,6 %), zones urbanisées (5,4 %), forêts (5,3 %). L'évolution de l’occupation des sols de la commune et de ses infrastructures peut être observée sur les différentes représentations cartographiques du territoire : la carte de Cassini (XVIIIe siècle), la carte d'état-major (1820-1866) et les cartes ou photos aériennes de l'IGN pour la période actuelle (1950 à aujourd'hui).

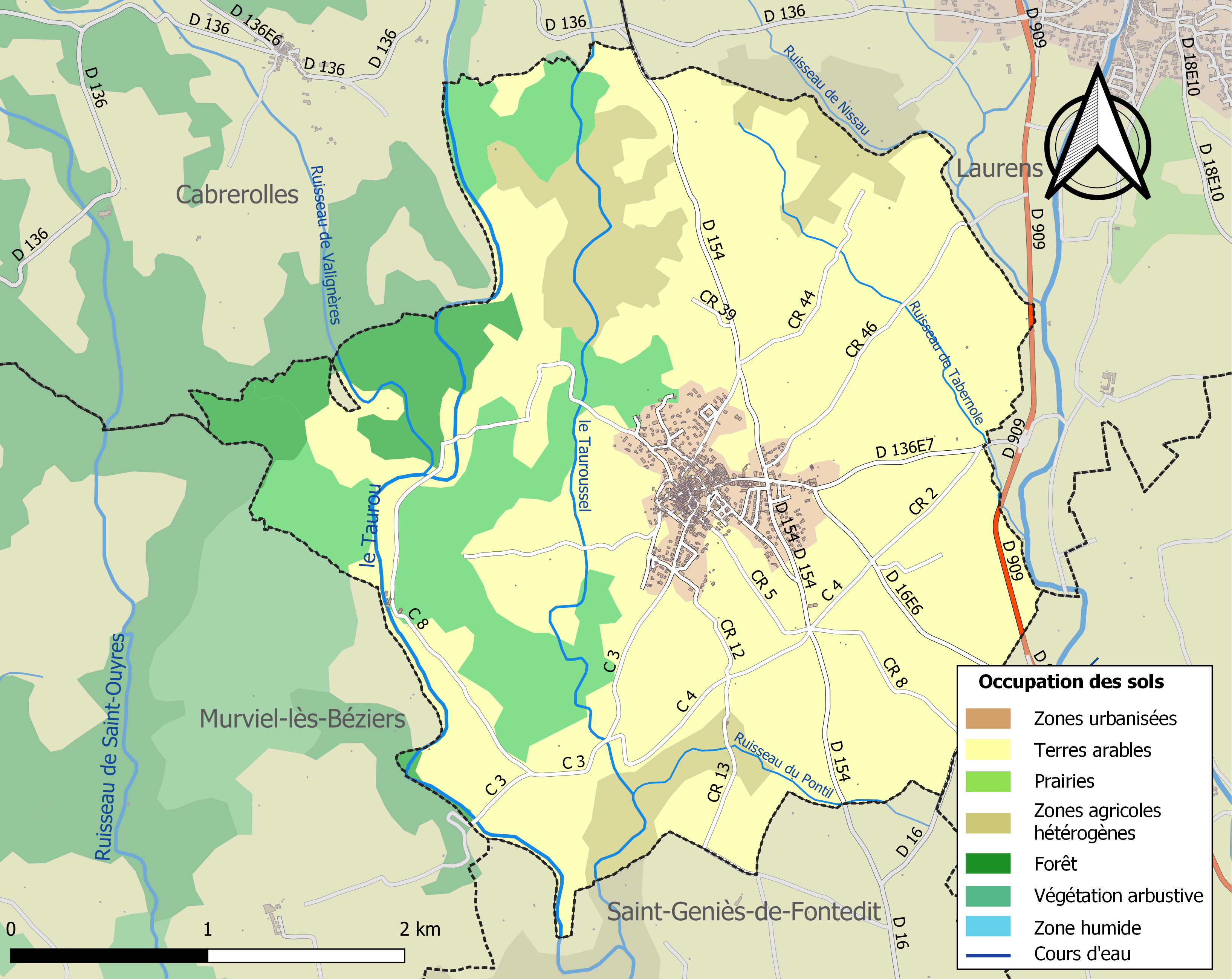
Carte des infrastructures et de l'occupation des sols de la commune en 2018 (CLC).

### Risques majeurs
Le territoire de la commune d'Autignac est vulnérable à différents aléas naturels : météorologiques (tempête, orage, neige, grand froid, canicule ou sécheresse), feux de forêts et séisme (sismicité faible). Il est également exposé à un risque technologique, le transport de matières dangereuses, et à un risque particulier : le risque de radon. Un site publié par le BRGM permet d'évaluer simplement et rapidement les risques d'un bien localisé soit par son adresse soit par le numéro de sa parcelle.

#### Risques naturels
Autignac est exposée au risque de feu de forêt. Un plan départemental de protection des forêts contre les incendies (PDPFCI) a été approuvé en juin 2013 et court jusqu'en 2022, où il doit être renouvelé. Les mesures individuelles de prévention contre les incendies sont précisées par deux arrêtés préfectoraux et s’appliquent dans les zones exposées aux incendies de forêt et à moins de 200 mètres de celles-ci. L’arrêté du 25 avril 2002 réglemente l'emploi du feu en interdisant notamment d’apporter du feu, de fumer et de jeter des mégots de cigarette dans les espaces sensibles et sur les voies qui les traversent sous peine de sanctions. L'arrêté du 11 mars 2013 rend le débroussaillement obligatoire, incombant au propriétaire ou ayant droit,.

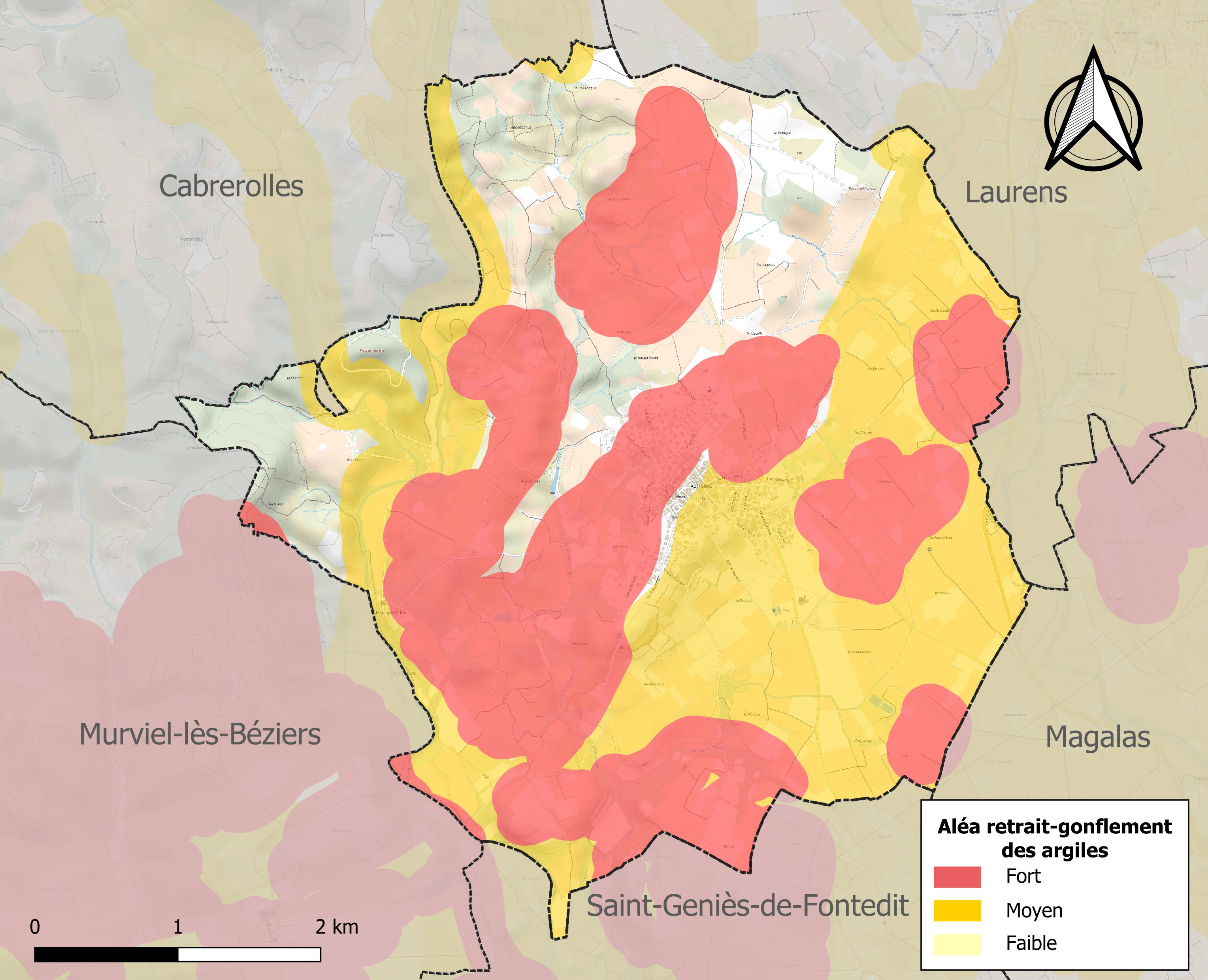
Carte des zones d'aléa retrait-gonflement des sols argileux d'Autignac.

Le retrait-gonflement des sols argileux est susceptible d'engendrer des dommages importants aux bâtiments en cas d’alternance de périodes de sécheresse et de pluie. 77,5 % de la superficie communale est en aléa moyen ou fort (59,3 % au niveau départemental et 48,5 % au niveau national). Sur les 570 bâtiments dénombrés sur la commune en 2019, 446 sont en aléa moyen ou fort, soit 78 %, à comparer aux 85 % au niveau départemental et 54 % au niveau national. Une cartographie de l'exposition du territoire national au retrait gonflement des sols argileux est disponible sur le site du BRGM,.
Par ailleurs, afin de mieux appréhender le risque d’affaissement de terrain, l'inventaire national des cavités souterraines permet de localiser celles situées sur la commune.
La commune a été reconnue en état de catastrophe naturelle au titre des dommages causés par les inondations et coulées de boue survenues en 1982, 1984, 1986, 1992, 1995, 1996, 2000, 2014 et 2019.

#### Risques technologiques
Le risque de transport de matières dangereuses sur la commune est lié à sa traversée par des infrastructures routières ou ferroviaires importantes ou la présence d'une canalisation de transport d'hydrocarbures. Un accident se produisant sur de telles infrastructures est susceptible d’avoir des effets graves sur les biens, les personnes ou l'environnement, selon la nature du matériau transporté. Des dispositions d’urbanisme peuvent être préconisées en conséquence.

#### Risque particulier
Dans plusieurs parties du territoire national, le radon, accumulé dans certains logements ou autres locaux, peut constituer une source significative d’exposition de la population aux rayonnements ionisants. Certaines communes du département sont concernées par le risque radon à un niveau plus ou moins élevé. Selon la classification de 2018, la commune d'Autignac est classée en zone 2, à savoir zone à potentiel radon faible mais sur lesquelles des facteurs géologiques particuliers peuvent faciliter le transfert du radon vers les bâtiments.

## Toponymie
Le nom de la localité est attesté sous les formes latinisées Altignagus Villa  en 990 (dans les archives de l'abbaye de Saint Tibéry), de Altiniaco en 1155, de Autiniaco en 1199, de Autinhaco en 1260.
Autinhac en occitan.
Il s'agit d'une formation toponymique gauloise ou gallo-romaine en -acum, suffixe d'origine gauloise de localisation et de propriété.
Le premier élément peut s'expliquer par le nom de personne latin Altinius, mais François de Beaurepaire préfère l'anthroponyme *Altinus pour expliquer Altiniacus (Autigny, Seine-Maritime), à moins d'y voir un nom d'homme germanique Alto / -one hypocoristique du thème ALD. Dans ce cas, la finale -iniacus se comprend comme le suffixe allongé -INIACU.
Homonymie avec Autigny (Seine-Maritime, Altiniacus vers 1022) ; Autigny-la-Tour (Vosges, Alteniacum XIe siècle) ; Autigny-le-Grand (Haute-Marne, Altiniacus 1140) ; Altenach (Haut-Rhin, Altnach 1397).

## Politique et administration

### Liste des maires
| Période      | Période      | Identité            | Étiquette | Qualité                                                                             |
| ------------ | ------------ | ------------------- | --------- | ----------------------------------------------------------------------------------- |
| 1896         | 1908         | Albert Cure         | SE        |                                                                                     |
| 1908         | 1919         | Élie Denis Pons     | SE        |                                                                                     |
| 1919         | 1935         | Louis Bessière      | SE        |                                                                                     |
| 1935         | 1944         | André Cure          | SE        | Nommé vice-président du Conseil départemental en 1942                               |
| mai 1944     | octobre 1947 | Marcel Forgues      | PCF       | Conseiller général du canton de Murviel-lès-Béziers (de 1945 à 1949 et 1963 à 1973) |
| octobre 1947 | mars 1959    | Paul Mégé           | SE        |                                                                                     |
| mars 1959    | mars 1983    | Fernand Pujol       | SE        |                                                                                     |
| mars 1983    | mars 2008    | Émile Foulquier     | SE        |                                                                                     |
| mars 2008    | mars 2014    | Jeanine Pons        | SE        |                                                                                     |
| mars 2014    | En cours     | Jean-Claude Marchi, | SE        | Retraité de l'enseignement                                                          |

## Démographie
L'évolution du nombre d'habitants est connue à travers les recensements de la population effectués dans la commune depuis 1793. Pour les communes de moins de 10 000 habitants, une enquête de recensement portant sur toute la population est réalisée tous les cinq ans, les populations de référence des années intermédiaires étant quant à elles estimées par interpolation ou extrapolation. Pour la commune, le premier recensement exhaustif entrant dans le cadre du nouveau dispositif a été réalisé en 2007.

En 2022, la commune comptait 962 habitants, en évolution de +6,42 % par rapport à 2016 (Hérault : +7,49 %, France hors Mayotte : +2,11 %).
| 1793 | 1800 | 1806 | 1821 | 1831 | 1836 | 1841 | 1846 | 1851 |
| ---- | ---- | ---- | ---- | ---- | ---- | ---- | ---- | ---- |
| 467  | 524  | 557  | 623  | 618  | 650  | 676  | 615  | 647  |

| 1856 | 1861 | 1866 | 1872 | 1876  | 1881 | 1886 | 1891  | 1896  |
| ---- | ---- | ---- | ---- | ----- | ---- | ---- | ----- | ----- |
| 715  | 756  | 856  | 882  | 1 005 | 918  | 965  | 1 070 | 1 139 |

| 1901  | 1906  | 1911  | 1921  | 1926 | 1931  | 1936 | 1946 | 1954 |
| ----- | ----- | ----- | ----- | ---- | ----- | ---- | ---- | ---- |
| 1 226 | 1 161 | 1 100 | 1 051 | 983  | 1 008 | 954  | 879  | 818  |

| 1962  | 1968  | 1975 | 1982 | 1990 | 1999 | 2006 | 2007 | 2012 |
| ----- | ----- | ---- | ---- | ---- | ---- | ---- | ---- | ---- |
| 1 016 | 1 005 | 910  | 948  | 698  | 729  | 789  | 798  | 875  |

| 2017 | 2022 | - | - | - | - | - | - | - |
| ---- | ---- | - | - | - | - | - | - | - |
| 911  | 962  | - | - | - | - | - | - | - |

## Économie

### Revenus
En 2018  (données Insee publiées en septembre 2021), la commune compte 406 ménages fiscaux, regroupant 899 personnes. La médiane du revenu disponible par unité de consommation est de 20 290 € (20 330 € dans le département).

### Emploi
|                | 2008   | 2013   | 2018   |
| -------------- | ------ | ------ | ------ |
| Commune        | 7,6 %  | 10,1 % | 10,1 % |
| Département    | 10,1 % | 11,9 % | 12 %   |
| France entière | 8,3 %  | 10 %   | 10 %   |

En 2018, la population âgée de 15 à 64 ans s'élève à 554 personnes, parmi lesquelles on compte 73,6 % d'actifs (63,5 % ayant un emploi et 10,1 % de chômeurs) et 26,4 % d'inactifs,. En  2018, le taux de chômage communal (au sens du recensement) des 15-64 ans est inférieur à celui du département, mais supérieur à celui de la France, alors qu'en 2008 il était inférieur à celui de la France.
La commune fait partie de la couronne de l'aire d'attraction de Béziers, du fait qu'au moins 15 % des actifs travaillent dans le pôle,. Elle compte 166 emplois en 2018, contre 135 en 2013 et 132 en 2008. Le nombre d'actifs ayant un emploi résidant dans la commune est de 357, soit un indicateur de concentration d'emploi de 46,5 % et un taux d'activité parmi les 15 ans ou plus de 54,2 %.
Sur ces 357 actifs de 15 ans ou plus ayant un emploi, 121 travaillent dans la commune, soit 34 % des habitants. Pour se rendre au travail, 79,7 % des habitants utilisent un véhicule personnel ou de fonction à quatre roues, 1,4 % les transports en commun, 12,7 % s'y rendent en deux-roues, à vélo ou à pied et 6,2 % n'ont pas besoin de transport (travail au domicile).

### Activités hors agriculture

#### Secteurs d'activités
83 établissements sont implantés  à Autignac au 31 décembre 2019. Le tableau ci-dessous en détaille le nombre par secteur d'activité et compare les ratios avec ceux du département,.
| Secteur d'activité                                                                                        | Commune | Commune | Département |
| Secteur d'activité                                                                                        | Nombre  | %       | %           |
| --- | ------- | ------- | ----------- |
| Ensemble                                                                                                  | 83      |         |             |
| Industrie manufacturière, industries extractives et autres                                                | 11      | 13,3 %  | (6,7 %)     |
| Construction                                                                                              | 25      | 30,1 %  | (14,1 %)    |
| Commerce de gros et de détail, transports, hébergement et restauration                                    | 18      | 21,7 %  | (28 %)      |
| Activités immobilières                                                                                    | 7       | 8,4 %   | (5,3 %)     |
| Activités spécialisées, scientifiques et techniques et activités de services administratifs et de soutien | 11      | 13,3 %  | (17,1 %)    |
| Administration publique, enseignement, santé humaine et action sociale                                    | 5       | 6 %     | (14,2 %)    |
| Autres activités de services                                                                              | 6       | 7,2 %   | (8,1 %)     |

Le secteur de la construction est prépondérant sur la commune puisqu'il représente 30,1 % du nombre total d'établissements de la commune (25 sur les 83 entreprises implantées  à Autignac), contre 14,1 % au niveau départemental.

#### Entreprises et commerces
Les deux entreprises ayant leur siège social sur le territoire communal qui génèrent le plus de chiffre d'affaires en 2020 sont : 
- Coste, transformation et conservation de la viande de volaille (1 925 k€) ;
- Claude Briones Electricite - Cbe, travaux d'installation électrique dans tous locaux (569 k€).

### Agriculture
La commune est dans le « Soubergues », une petite région agricole occupant le nord-est du département de l'Hérault. En 2020, l'orientation technico-économique de l'agriculture  sur la commune est la viticulture.
|               | 1988 | 2000 | 2010 | 2020 |
| ------------- | ---- | ---- | ---- | ---- |
| Exploitations | 100  | 63   | 35   | 27   |
| SAU (ha)      | 680  | 511  | 358  | 392  |

Le nombre d'exploitations agricoles en activité et ayant leur siège dans la commune est passé de 100 lors du recensement agricole de 1988  à 63 en 2000 puis à 35 en 2010 et enfin à 27 en 2020, soit une baisse de 73 % en 32 ans. Le même mouvement est observé à l'échelle du département qui a perdu pendant cette période 67 % de ses exploitations,. La surface agricole utilisée sur la commune a également diminué, passant de 680 ha en 1988 à 392 ha en 2020. Parallèlement la surface agricole utilisée moyenne par exploitation a augmenté, passant de 7 à 15 ha.

## Culture locale et patrimoine

### Lieux et monuments
Un monument aux morts a été érigé en hommage aux défunts soldats de la Première Guerre mondiale.

#### Église Saint-Martind'Autignac

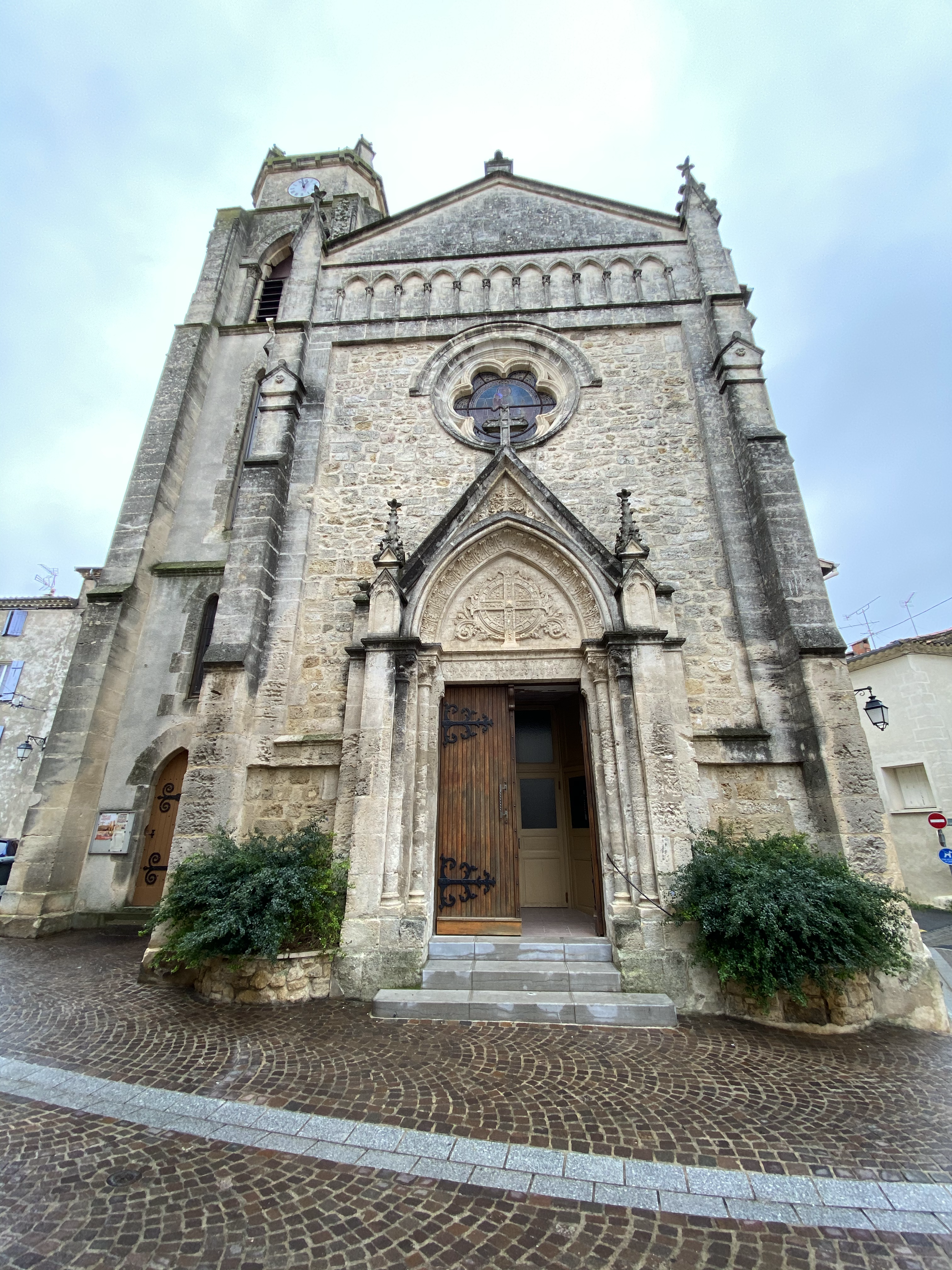
Facade de l'église Saint-Martin d'Autignac.

L'église d'Autignac date de la fin du XIXe siècle, elle est de style néo-gothique. Initialement l'église possédait un petit clocheton en façade avec une seule cloche. Il s'est effondré dans les années 1920. Le clocher actuel a été construit entre 1930 et 1933, il est doté de 3 cloches de volée fondues en 1931 par la fonderie Granier. Il s'agit des premières cloches fondues par Joseph Granier pour une église :
- Sainte-Thérèse, note Fa#3, masse 660 kg ;
- Blanche-Marie, note La#3, masse 333 kg ;
- Emma-Marcelle, note Do#4, masse 198 kg.
Il y a également un timbre pour l'horloge situé sur le toit du clocher.

### Héraldique
| Blason de Autignac | Blason  | D'hermine, au pairle losangé de gueules et d'or. |
| Blason de Autignac | Détails | Le statut officiel du blason reste à déterminer. |

### Personnalités liées à la commune
- Marc Cassot : comédien et voix parmi les plus célèbres de celles du doublage français (Paul Newman, Steeve McQueen...).
- Alfred Cazes (1875-1952) : journaliste, économiste et homme de lettres.
- Marie Apollonie Pelissier (mariée le 11 avril 1831 à Charles Antoine Catherine Eugène Cure, né le 13 juin 1803 à Autignac, décédé le 3 novembre 1848 à Béziers), en religion « Mère Saint Jean » (née le 3 février 1809 à Murviel-lès-Béziers - † le 4 mars 1869 à Béziers) : première supérieure générale et cofondatrice avec le père Jean Gailhac, de la Congrégation des Religieuses du Sacré-Cœur de Marie.

## Galerie

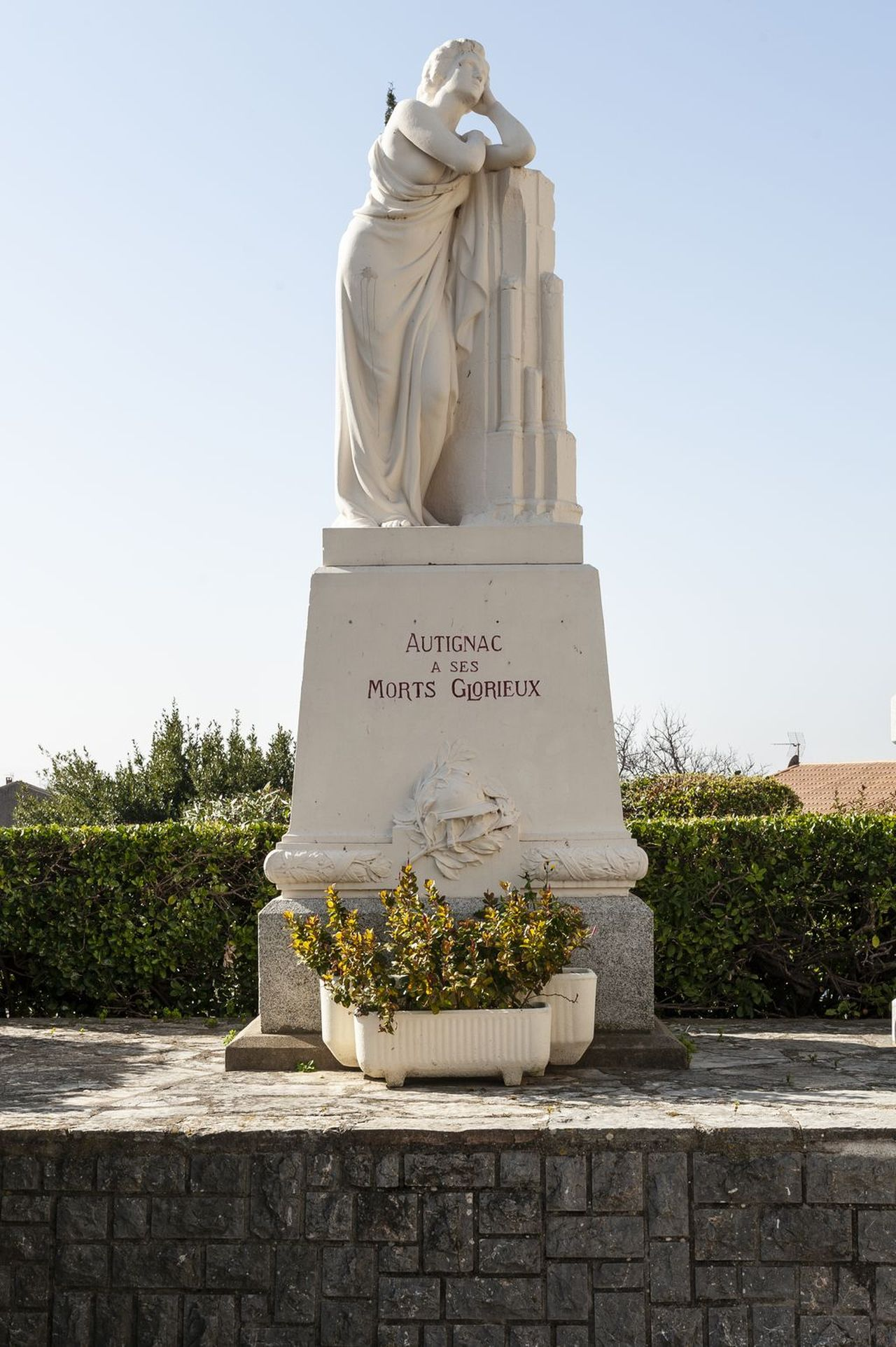
Monument aux morts érigé en hommage aux soldats morts durant la Première Guerre mondiale.
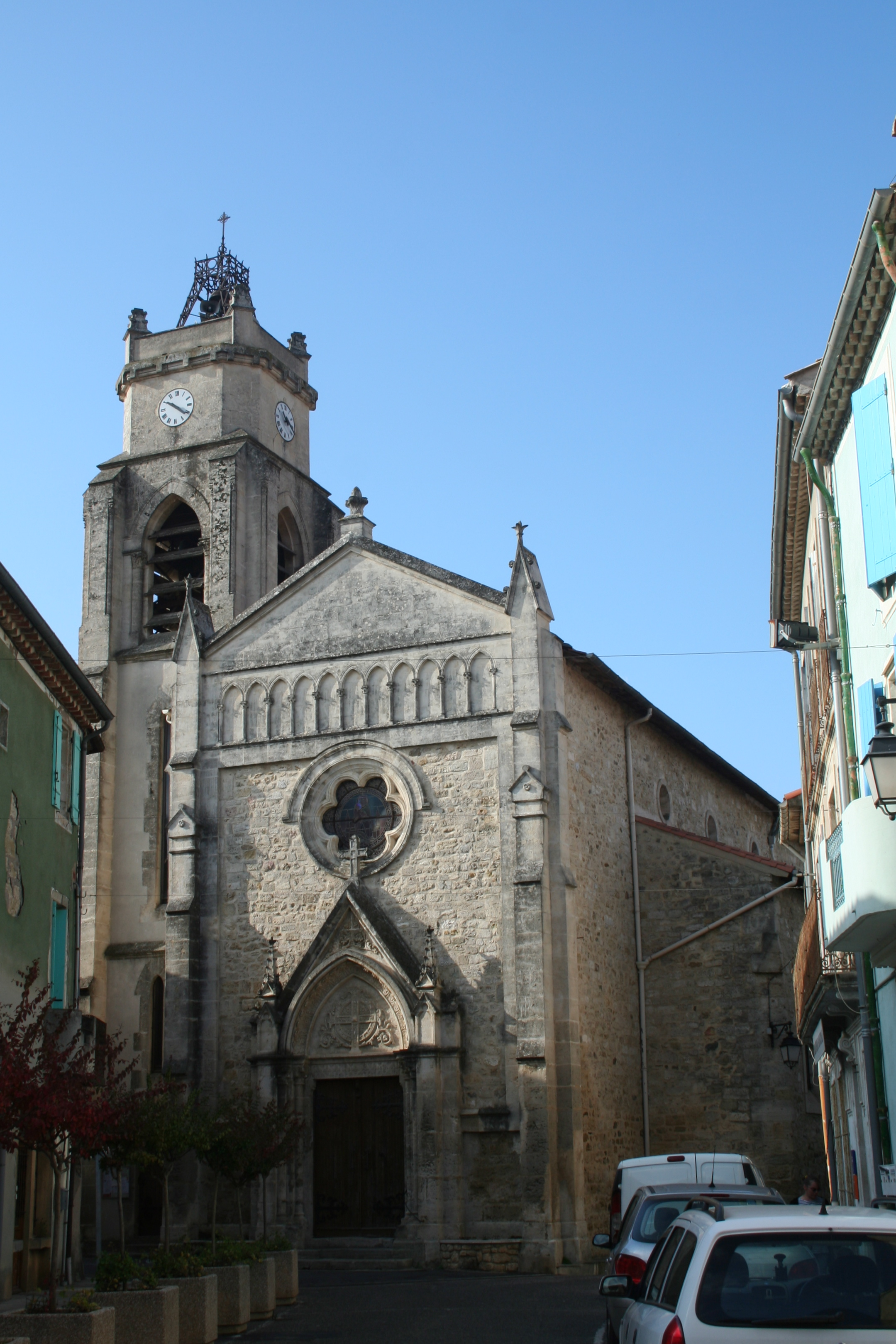
Église paroissiale.
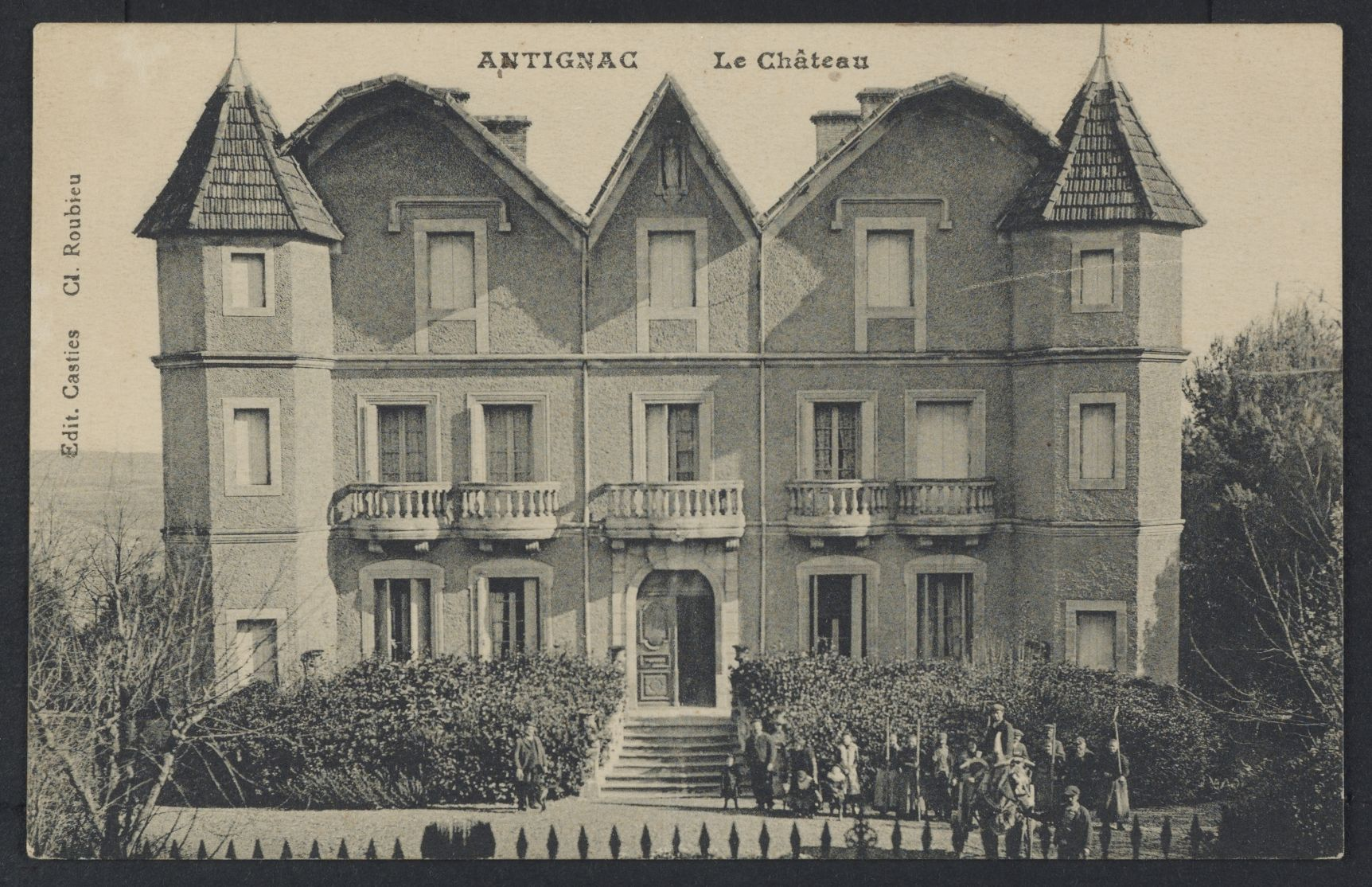
Le château : carte postale (fin XIXe-début XXe siècle).